# 隆熙
隆熙（りゅうき、융희/륭희、ユンヒ/リュンヒ）は大韓帝国で用いられた元号。1907年8月2日に純宗が即位するとともに改元され、1910年8月29日に日本による韓国併合を迎えるまで用いられた。

## 西暦・干支・他元号との対照表
| 隆熙 | 元年   | 2年    | 3年    | 4年    |
| 西暦 | 1907年 | 1908年 | 1909年 | 1910年 |
| 干支 | 丁未   | 戊申   | 己酉   | 庚戌   |
| 日本 | 明治40 | 明治41 | 明治42 | 明治43 |
| 清   | 光緒32 | 光緒33 | 宣統元 | 宣統2  |